# Episodi de I pronipoti
Elenco degli episodi della serie televisiva animata I pronipoti.
La prima stagione, composta da 24 episodi, è stata trasmessa negli Stati Uniti, da ABC, dal 23 settembre 1962 al 3 marzo 1963. La seconda stagione, composta da 41 episodi, è stata trasmessa in syndication dal 16 settembre al 13 dicembre 1985. La terza stagione, composta da 10 episodi, è stata trasmessa in syndication dal 19 ottobre al 12 novembre 1987.
In Italia la prima stagione è stata trasmessa su Rai 2 dal 7 novembre 1964.

## Prima stagione
| nº | Titolo originale         | Titolo italiano                 | Prima TV USA | Prima TV Italia   |
| -- | ------------------------ | ------------------------------- | ------------ | ----------------- |
| 1  | Rosey the Robot          | Il robot                        |              |                   |
| 2  | A Date with Jet Screamer | L'urlatore                      |              | 28 novembre 1964  |
| 3  | The Space Car            | L'auto spaziale                 |              |                   |
| 4  | The Coming of Astro      | Muso di gatto                   |              |                   |
| 5  | Jetson's Night Out       | La partita di football          |              |                   |
| 6  | The Good Little Scouts   | I boy-scouts dello spazio       |              | 10 luglio 1967    |
| 7  | The Flying Suit          | Il vestito volante              |              | 5 dicembre 1964   |
| 8  | Rosey's Boyfriend        | Il fidanzato                    |              |                   |
| 9  | Elroy's TV Show          | La carriera televisiva di Elroy |              |                   |
| 10 | Uniblab                  | Il nuovo sovrintendente         |              |                   |
| 11 | A Visit from Grandpa     | La visita del nonno             |              | 25 settembre 1965 |
| 12 | Astro's Top Secret       | Il cane top secret              |              |                   |
| 13 | Las Venus                | Avventure a Las Venus           |              | 12 giugno 1967    |
| 14 | Elroy's Pal              | Nimbus il mago spaziale         |              | 3 luglio 1967     |
| 15 | Test Pilot               | Il collaudatore                 |              |                   |
| 16 | Millionaire Astro        | Un tesoro di cane               |              |                   |
| 17 | The Little Man           | Altezza, 20 centimetri          |              | 7 aprile 1965     |
| 18 | Jane's Driving Lesson    | Preferisco la prigione          |              | 19 giugno 1967    |
| 19 | G.I. Jetson              | Il soldato                      |              |                   |
| 20 | Miss Solar System        | La candidatura misteriosa       |              |                   |
| 21 | Private Property         | Proprietà privata               |              | 16 ottobre 1965   |
| 22 | Dude Planet              | In vacanza sul pianeta Beta     |              | 14 novembre 1964  |
| 23 | TV or Not TV             | La fuga                         |              |                   |
| 24 | Elroy's Mob              | La banda di Elroy               |              | 23 ottobre 1965   |

## Seconda stagione
| nº | Titolo originale                        | Titolo italiano                  | Prima TV USA | Prima TV Italia |
| -- | --------------------------------------- | -------------------------------- | ------------ | --------------- |
| 1  | Elroy Meets Orbitty                     | Benvenuto Orbitty                |              |                 |
| 2  | Rosie Come Home                         |                                  |              |                 |
| 3  | Solar Snoops                            | La strana missione               |              |                 |
| 4  | Judy's Birthday Surprise                | Compleanno a sorpresa            |              |                 |
| 5  | SuperGeorge                             | Super George                     |              |                 |
| 6  | Family Fallout                          | Cugino a sorpresa                |              |                 |
| 7  | Instant Replay                          | Ripetitività                     |              |                 |
| 8  | Fugitive Fleas                          | Pulci spaziali                   |              |                 |
| 9  | S.M.A.S.H.                              | Storie di aviomobili             |              |                 |
| 10 | One Strike, You're Out                  | Sciopero in casa Jetson          |              |                 |
| 11 | Mother's Day for Rosie                  | Il giorno della mamma            |              |                 |
| 12 | S'No Relative                           |                                  |              |                 |
| 13 | Dance Time                              | Danza che passione               |              |                 |
| 14 | Judy Takes Off                          | La donna dell'anno               |              |                 |
| 15 | Winner Takes All                        |                                  |              |                 |
| 16 | The Mirrormorph                         | Il replicante                    |              |                 |
| 17 | The Cosmic Courtship of George and Jane | Jane e George single             |              |                 |
| 18 | High Moon                               | Pomeriggio di fuoco              |              |                 |
| 19 | Hi-Tech Wreck                           | Raffinatezze per dirigenti       |              |                 |
| 20 | Little Bundle of Trouble                | Un bambino un po' strano         |              |                 |
| 21 | Elroy in Wonderland                     | Elroy nel paese delle meraviglie |              |                 |
| 22 | The Swiss Family Jetson                 | Una casa in paradiso             |              |                 |
| 23 | Rip-Off Rosie                           | Rosie pericolo pubblico          |              |                 |
| 24 | Fantasy Planet                          | Il pianeta fantasma              |              |                 |
| 25 | Space Bong                              |                                  |              |                 |
| 26 | Haunted Halloween                       | Mostri e maschere                |              |                 |
| 27 | Astro's Big Moment                      | La vittoria di Astro             |              |                 |
| 28 | Jetsons' Millions                       | Milionario per un giorno         |              |                 |
| 29 | The Wrong Stuff                         |                                  |              |                 |
| 30 | The Vacation                            | La vacanza                       |              |                 |
| 31 | Team Spirit                             | Spirito di squadra               |              |                 |
| 32 | Future Tense                            | Viaggio nel tempo                |              |                 |
| 33 | Far-Out Father                          | Un papà speciale                 |              |                 |
| 34 | Dog Daze Afternoon                      | Un'incredibile pomeriggio        |              |                 |
| 35 | Grandpa and the Galactic Gold Digger    | Nonno Jetson e l'avventura       |              |                 |
| 36 | Robot's Revenge                         | Anche i robot si vendicano       |              |                 |
| 37 | To Tell the Truth                       | Viva la sincerità                |              |                 |
| 38 | Boy George                              | Il piccolo George                |              |                 |
| 39 | Judy's Elopement                        | Sposiamoci subito                |              |                 |
| 40 | The Century's Best                      | Il numero 1 del XXI secolo       |              |                 |
| 41 | A Jetson Christmas Carol                | Natale a casa Jetson             |              |                 |

## Terza stagione
| nº | Titolo originale         | Titolo italiano            | Prima TV USA | Prima TV Italia |
| -- | ------------------------ | -------------------------- | ------------ | --------------- |
| 1  | Crime Games              | Giochi pericolosi          |              |                 |
| 2  | ASTROnomical I.Q.        | Supergenio astronomico     |              |                 |
| 3  | 9 to 5 to 9              | Orario continuato          |              |                 |
| 4  | Invisibly Yours, George  | Invisibilmente tuo George  |              |                 |
| 5  | Father/Daughter Dance    | L'ultimo ballo             |              |                 |
| 6  | Clean as a Hound's Tooth | Un dentista un po' sbadato |              |                 |
| 7  | Wedding Bells for Rosey  | Marcia nuziale per Rosey   |              |                 |
| 8  | The Odd Pod              | Il pianeta marziana        |              |                 |
| 9  | Two Many Georges         | 2 George sono troppi       |              |                 |
| 10 | Spacely for a Day        | Spacely per un giorno      |              |                 |